# Шакай Мубарек Герай
Шака́й Мубаре́к Гера́й (Гире́й) (крым. Şaqay Mubarek Geray, شاقاى مبارك كراى‎; ум. в 1593 году) — нурэддин (1584—1588), сын крымского хана Девлета I Герая (1551—1577), младший брат крымских ханов Мехмеда II Герая (1577—1584) и Исляма II Герая (1584—1588).

## Биография
Царевич Шакай Мубарек Герай участвовал в многочисленных военных походах своего отца, крымского хана Девлета I Герая, на Русское царство и Великое княжество Литовское.
В 1578 году царевич Мубарек Герай вместе со своими братьями Адилем Гераем и Гази Гераем возглавил поход в Закавказье, где на стороне Османской империи участвовал в военных действиях против Сефевидов. Кавказский поход завершился разгромом татарского войска и пленением калги Адиля Герая.
В противостоянии своих старших братьев, крымского хана Мехмеда Герая и калги Алпа Герая, Мубарек Герай занимал сторону последнего. В 1584 году турецкий султан Мурад III низложил крымского хана Мехмеда Герая и провозгласил новым ханом его младшего брата Исляма II Герая (1584—1588). Ислям Герай с турецким войском высадился в Кафе. Мехмед Герай отказалися повиноваться султанскому указу, собрал крымскотатарское войско и блокировал Кафу. На сторону Исляма Герая переметнулись его братья Алп Герай, Шакай Мубарек Герай и Селямет Герай. Мехмед Герай, лишившись поддержки войска, перешедшего на сторону Исляма Герая, попытался бежать из Крыма в Ногайскую орду, но в окрестностях Перекопа был настигнут и убит своим братом, калгой Алпом Гераем.
Новый крымский хан Ислям Герай (1584—1588) назначил своих братьев Алпа Герая и Шакая Мубарека Герая калгой и нурэддином, соответственно. В 1584-1585 годах нурэддин Шакай Мубарек Герай поддерживал крымского хана Исляма Герая в его противостоянии со своим племянником Саадетом Гераем, старшим сыном погибшего Мехмеда II Герая.
Весной 1588 года после смерти крымского хана Исляма II Герая османское правительство назначило новым крымским ханом Гази II Герая (1588—1607). Калга Алп Герай и нурэддин Шакай Мубарек Герай, опасаясь мести со стороны нового хана, вынуждены были бежать из Крыма. Калга Алп Герай отправился в Стамбул, а нурэддин Мубарек Герай бежал в Черкессию. Мубарек Герай был женат на Дур-бике, дочери черкесского князя из рода Беслене. В 1593 году Шакай Мубарек Герай скончался в изгнании, в Черкессии.
Шакай Мубарек Герай от брака с черкесской княжной Дур-бике имел двух сыновей: Джанибека и Девлета Гераев. Джанибек Герай (1568—1636), калга (1608—1610) и крымский хан (1610—1623, 1628—1635), и Девлет Герай (ум. 1631), нурэддин (1608—1610) и калга (1610—1623, 1628—1631).